# The Greatest Discovery
The Greatest Discovery è una canzone scritta ed interpretata dall'artista britannico Elton John; il testo è di Bernie Taupin.

## Il brano
Proveniente dall'album omonimo dell'artista del 1970, mette particolarmente in evidenza l'abilità pianistica di Elton, accompagnato per tutto il pezzo dall'onnipresente orchestra e dagli arrangiamenti di Paul Buckmaster. Il testo di Taupin parla della nascita di un bambino, e si riferisce particolarmente al fratellino di Bernie, venuto al mondo da poco. La canzone fa anche parte del poemetto Child, incluso nel primo album del poeta, l'omonimo Bernie Taupin del 1971. Ma solo questa canzone (occupante tutto il lato A dell'album) è stata composta da Elton, le altre vedono la collaborazione di artisti quali Caleb Quaye e Davey Johnstone.
Il brano è stato eseguito anche nel corso della famosa performance contenuta nell'LP Live in Australia with the Melbourne Symphony Orchestra (1987).

## Cover
Venne incisa dal cantautore greco Alex Devezoglu con il testo in italiano scritto dallo stesso Devezoglu e il titolo Lacrime amare come seconda traccia dell'album Alex.